# Al-Qalassadí
Al-Qalassadí (àrab: أبو الحسن علي بن محمد بن علي القرشي البسطي القلصادي)  (Baza, 1412 - Béja, 10 de desembre de 1486) fou un matemàtic i jurista andalusí.

## Nom
El seu nom complet era Abu-l-Hàssan Alí ibn Muhàmmad ibn Alí al-Quraixí al-Bastí al-Qalassadí (àrab: أبو الحسن علي بن محمد بن علي القرشي البسطي القلصادي, Abū l-Ḥasan ʿAlī b. Muḥammad b. ʿAlī al-Quraxī al-Basṭī al-Qalaṣādī), però és més conegut senzillament com Alí ibn Muhàmmad al-Qalassadí o, simplement, com al-Qalassadí.

## Vida
Es coneixen força detalls de la seva vida (al menys, de una part d'ella) gràcies a la rihla (crònica de viatge) que va escriure del seu trajecte i que va durar des de la seva partida de la península a Almuñécar el 1437, fins al seu retorn a Almeria el 1451, havent arribat a La Meca el 1447. En aquest text detalla tots els seus mestres i els llibres que va estudiar i les enllaça amb els estudis que havia fet anteriorment per revisar-los o confirmar-los.
A la seva vila de naixement, Baza, ja havia estudiat teologia, dret, filosofia i ciències, però durant el seu llarg viatge va tenir l'oportunitat d'aprofundir en els seus coneixements sobre tot a Tlemcen i a Egipte.
En retornar a la Península, va tenir nombrosos deixebles i va escriure diverses obres de matemàtiques, dret i gramàtica. S'esmenten dotze obres d'aritmètica i àlgebra, vuit de particions hereditàries, onze de dret malikita i nou de gramàtica, mètrica i similars.
Al final de la seva vida, entorn de 1483, davant els atacs castellans al regne de Granada, es va haver d'exiliar al Màgrib i va morir a Béja el 10 de desembre de 1486.

## Obra
El seu llibre més notable és Kaxf al-asrār ʿan ʿilm ḥurūf al-ḡubār (Descobriment dels secrets de la ciència de l'aritmètica), que es va utilitzar com llibre de text en els països del Magrib durant segles. El llibre conté aportacions importants sobre la notació matemàtica. Fins aleshores, les fraccions s'havien expresat, o bé verbalment, o bé posat un número damunt d'un altre {\displaystyle {\begin{array}{c}a\\b\end{array}}}. Al-Qalassadí va ser el primer en posar una ratlla horitzontal entremig {\displaystyle {\frac {a}{b}}}. També va ser el primer un utilitzar la primera lletra de la paraula àrab jidr (ج), que significa ‘arrel’, per a representar l'arrel quadrada, cosa que va ser l'origen del símbol que es fa servir en l'actualitat {\displaystyle {\sqrt {.}}}. A més va introduir altres símbols com exponents, iguals, incògnites, etc.
També va escriure un comentari de l'obra principal d'Ibn al-Bannà amb el títol de Xarḥ talẖīs ʿamal al-ḥisāb (Comentari del sumari d'operacions aritmètiques) que és un compendi dels coneixements matemàtics àrabs del segle XV.